# Hepneriana blada
Hepneriana blada är en insektsart som först beskrevs av Irena Dworakowska 1980.  Hepneriana blada ingår i släktet Hepneriana och familjen dvärgstritar. Inga underarter finns listade i Catalogue of Life.